# 알렉산드르 쿠프린

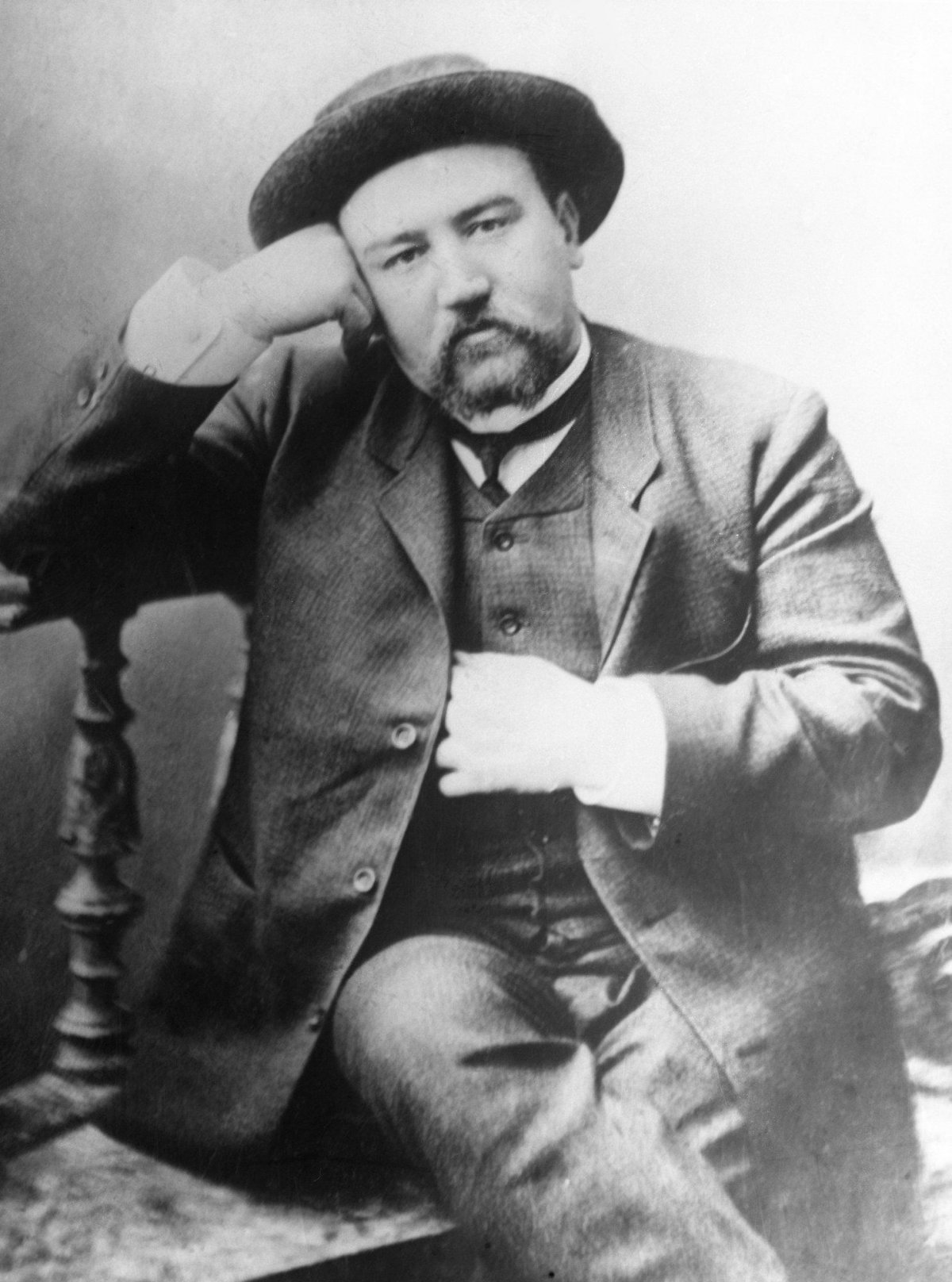

알렉산드르 이바노비치 쿠프린(Александр Иванович Куприн, 1870년 9월 7일 – 1938년 8월 25일)은 '결투' (1905), '몰로흐' (1896), '올레샤' (1898)로 가장 잘 알려진 러시아 작가이다.
알렉산드르 쿠프린은 펜자현의 정부 관리인 이반 이바노비치 쿠프린에게 태어났다. 그의 아버지는 러시아인 이었고, 그의 어머니는 19세기 동안 재산의 대부분을 잃은 고귀한 볼가 타타르 가문에 속해 있었다. 알렉산드르에게는 소피아(1861-1922)와 지나이다(1863-1934)라는 두 자매가 있었다.
1871년 37세의 이반 쿠프린은 콜레라로 사망했고 3년 후 그는 그의 어머니와 함께 모스크바로 이사했다. 1876년에 그는 라주모프스키 기숙학교에 입학했는데, 그로 인해 그는 나중에 '어린 시절의 불만'이라고 부를 일이 많았지만, 또한 그의 난폭한 성격으로 인해 훌륭한 이야기꾼으로 동료들 사이에서 인기를 얻었다.
1880년 러시아-튀르크 전쟁에서 러시아의 승리에 영감을 받아 쿠프린은 모스크바 제2군사고등학교에 입학했다가 1882년 생도 군단으로 전향했다. "전환점에서"(1900), "생명의 강"(1906)과 같은 쿠프린의 자전적 이야기 중 일부는 이 시기를 언급한다. 그는 죽기 얼마 전에 "사관후보 군단에서 자작나무를 꽂았던 기억이 평생 기억에 남다."라고 적었다. 그러나 그곳에서 그는 문학에 관심을 갖게 되었고 시를 쓰기 시작했다. 그의 30편의 젊음 시들 대부분은 1883년부터 1887년까지(그가 생도 군단에 있을 때 4년)으로 거슬러 올라간다. 이 기간 동안 쿠프린은 외국 운문을 여러 번 번역하기도 했다.
1888년 가을, 쿠프린은 생도 군단을 떠나 모스크바의 알렉산더 사관학교에 입학했다. 1890년 여름, 프로스쿠로프(지금의 크멜니츠키)에 주둔하는 제46 드니에프르 보병 연대에 배치되어 다음 4년을 보냈다.

쿠프린은 몇 년 동안 군복무를 하며 단편 소설을 썼다. 군대 생활에 대한 불만이 커진 것과 별개로, 이러한 소설의 출판은 아마도 1894년 여름에 쿠프린이 사임한 주된 이유였을 것이다.
군에서 은퇴한 후 미래에 대한 확실한 계획이나 "학문적 또는 실용적인 지식"("자서전"에 따름) 없이 쿠프린은 5년에 걸친 남서부 여행을 시작했다. 그는 치과 치료, 토지 측량, 연기, 서커스 공연자, 시편 가수, 의사, 사냥꾼, 어부 등 많은 유형의 직업을 시도했으며 이 모든 것이 이후에 그의 소설에 반영되었다. 그는 독학에 종사하고 많은 책을 읽었다. 글레프 우스펜스키는 그가 가장 좋아하는 작가가 되었다.
1897 년 쿠프린은 볼히니아로 여행한 다음, 폴레시아 남부에 갔다. 그는 1920년에 "거기서 나는 가장 활기차고 고상하고 광범위하고 유익한 인상을 흡수했고 러시아어와 풍경을 알게 되었다"고 회상했다.
페테르부르크에서 쿠프린은 러시아 문화 생활의 중심에 자신을 발견했다. 그는 1904년에 죽을 때까지 정기적으로 연락을 주고받은 안톤 체호프와 친구가 되었으며, 종종 그의 조언을 구했다. 이반 부닌과의 쿠프린의 우정은 거의 40년 동안 지속되었다.
1905년 혁명 이후 쿠프린은 공개적으로 정권을 비판하게 되었다. 그는 세바스토폴에서 흑해 함대의 선원들과 관계를 맺었고 1905년 6월에 반란을 일으킨 전함 Potyomkin에 입대하기까지 했다. 정치적으로 신뢰할 수 없는 것으로 간주되어 그는 비밀 경찰 감시를 받았다.
1919년 10월 16일, 가치나(Gatchina)는 니콜라이 유데니치(Nikolai Yudenich) 장군이 이끄는 백군 에게 함락되었다. 2주 동안 쿠프린은 Yudenich의 육군 사령부가 발행한 Prinevsky Krai(Neva Country)를 편집하고 있었다. 10월에 백군이 서쪽으로 후퇴하자 쿠프린은 백군과 함께 얌부르크로 가서 아내와 딸과 합류했다. 가족은 나르바를 통해 에스토니아의 수도에 도착했고 12월에는 핀란드로 떠났다. 헬싱키에서 반년을 보낸 후 그들은 프랑스로 항해하여 1920년 7월 초에 파리에 도착했다.
1938년 1월 쿠프린의 건강은 악화되었다. 7월까지 그의 상태는 심각했다. 이미 신장 장애와 경화증을 앓고 있던 그는 이제 식도암에 걸렸다. 수술은 거의 도움이 되지 않았다. 쿠프린은 1938년 8월 25일에 사망했으며 이틀 후 레닌그라드에 안장되었다.